# Бермудес, Хорхе
Хо́рхе Эрна́н Берму́дес Мора́лес (исп. Jorge Hernán Bermúdez Morales; род. 18 июня 1971, Армения, департамент Киндио, Колумбия) — колумбийский футболист, защитник.

## Биография
Начинал карьеру в клубе «Депортес Киндио» из родного города, откуда перешёл в стан клуба «Америка Кали», одного из величайших в стране, где выступал шесть сезонов, проведя не менее 134 игр. В сезоне 1996/97 выступал за «Бенфику», а затем перешёл в «Боку Хуниорс», где добился наибольших успехов в карьере, выиграв шесть титулов (трижды чемпионат страны, дважды Кубок Либертадорес, также Межконтинентальный кубок). Являлся лидером и капитаном команды. В 2001 году перешёл в «Олимпиакос», за время пребывания в клубе Бермудеса клуб выиграл два чемпионских титулов, но сам Бермудес вышел на поле за два сезона всего в девяти матчах первенства страны. Впоследствии вернулся в Латинскую Америку, где сменил за примерно четыре года семь команд. В 2007 году сыграл девять матчей за свой родной клуб «Депортес Киндио», после чего завершил карьеру игрока. Вскоре начал тренерскую деятельность, возглавлял клубы «Депор» (выступавший во втором по силе дивизионе) и «Депортиво Пасто» (аутсайдер высшего дивизиона).
Провёл 56 матчей в составе сборной Колумбии, забил 3 мяча. Участник ЧМ-1998, трёх кубков Америки (1995, 1997, 1999), а также Олимпиады-1992.

## Достижения[2]
«Америка Кали»
- 2-е место в чемпионате Колумбии: 1995, 1995/96

«Бенфика»
- 3-е место в чемпионате Португалии: 1996/97

«Бока Хуниорс»
- Чемпион Аргентины: 1998 (А), 1999 (К), 2000 (А)
- Обладатель Кубка Либертадорес: 2000, 2001
- Обладатель Межконтинентального кубка: 2000
- 2-е место в чемпионате Аргентины: 1997 (А)
- 3-е место в чемпионате Аргентины: 2001 (К)

«Олимпиакос»
- Чемпион Греции: 2001/02, 2002/03